# Зелёная саламандра
Зелёная саламандра (лат. Aneides aeneus) — вид хвостатых земноводных из семейства безлёгочных саламандр.
Общая длина составляет 14 см. Голова сильно уплощена. Глаза большие, навыкате. Туловище стройное с 14—15 рёберными бороздками. Конечности крепкие. Хвост длинный. Окраска спины коричневая или чёрная с многочисленными зелёными пятнами. Брюхо голубого или жёлтого цвета.
Предпочитает каменистые местности. Часто встречается на кустарниках и деревьях. Обитает на высоте 140—1350 метров над уровнем моря. Питается мелкими беспозвоночными.
Самка откладывает 15—25 яиц в тёмных влажных местах среди камней, в горных ущельях, гниющих пнях. У этой саламандры происходит прямое развитие, без личиночной стадии. Через 1 месяц появляются маленькие саламандры. Ещё 2 месяца они находятся в убежище вместе с родителями.
Вид распространён в США: в юго-западной части Пенсильвании, западном Мэриленде, на юге Огайо, в северной Алабаме, северо-восточной части Миссисипи, юго-западной части Северной Каролины, Южной Каролине и Джорджии.